# Megaceros fuegiensis
Megaceros fuegiensis là một loài rêu trong họ Dendrocerotaceae. Loài này được Stephani mô tả khoa học đầu tiên năm 1911.